# Heinrich Nerge
Heinrich Ernst Nerge (* 30. Januar 1875 in Röcke; † 20. Juli 1957 ebenda) war ein deutscher Politiker (SPD).

## Leben
Heinrich Nerge wurde als Sohn eines Kleinbauern geboren. Nach dem Besuch der Volksschule absolvierte er eine Maurerlehre und arbeitete im Anschluss in seinem erlernten Beruf. Darüber hinaus betrieb er eine kleine Landwirtschaft. Später arbeitete er bei der Eisenbahn.
Nerge trat in die SPD ein und wurde 1919 als Abgeordneter in den Landtag des Freistaates Schaumburg-Lippe gewählt, dem er bis 1922 angehörte.
Heinrich Nerge war seit 1898 verheiratet.